# Joel Dorn
Joel Dorn (Yeadon, Pennsylvania, 7 april 1942 – New York, 17 december 2007) was een Amerikaanse jazz- en rhythm-and-blues-muziekproducer, platenbaas en componist.
Dorn begon zijn carrière als diskjockey in Philadelphia. Hij werd uitgenodigd door Atlantic Records-baas Nesuhi Ertegun een jazzplaat van een artiest naar keuze te produceren, met als resultaat de succesvolle productie van Hubert Laws' album The Laws of Jazz. Hij werd daarop Erteguns assistent, later werd hij de vicepresident van de maatschappij.
Dorn produceerde bij Atlantic onder meer vijftien albums van Roland Kirk. Hij won een Grammy Award met zijn productie van de hits "The First Time Ever I Saw Your Face' en "Killing Me Softly with His Song" van Roberta Flack. Andere artiesten waarvoor hij werkte waren bijvoorbeeld Charles Mingus en Bette Midler (haar debuutalbum).
Hij was tevens oprichter van de platenlabels Night Records, 32 Jazz, Label M en Hyena Records.
Dorn heeft verschillende composities op zijn naam staan. Hij is medecomponist van bijvoorbeeld "Go Up Moses" (opgenomen door Roberta Flack), "Brother John/Iko Iko" (met Cyril Neville, opgenomen door The Neville Brothers) en "Hippo Walk" (opgenomen door Mongo Santamaría). Bigband-leider Woody Herman heeft verschillende composities van Dorn op de plaat gezet, zoals "Aurora", "Way Up There", "Take the 'D' Train" en "Reed Blues".
Dorn, die zichzelf "The Masked Announcer" noemde, overleed aan de gevolgen van een hartaanval.
Zijn zoon Adam Dorn is als muzikant actief onder de naam Mocean Worker.